# Ibex (band)
Ibex was een kortbestaande band uit Liverpool in 1969. De band is vooral bekend omdat de latere Queen-zanger Freddie Mercury erin zat, toen nog bekend als Freddie Bulsara. Andere bandleden waren Mike Bersin, Mick Smith en John 'Tupp' Taylor (later de manager van Jim Capaldi). In oktober 1969 veranderde Ibex zijn naam in Wreckage, maar ging uit elkaar in november dat jaar.
Op 9 september 1969 speelde de band in The Sink in Liverpool inclusief een toegift van latere Queen-leden Brian May en Roger Taylor. Dit was de eerste keer dat ze allemaal samen speelden.
Na Ibex speelde Mercury nog in Sour Milk Sea voordat hij in Smile ging spelen samen met May en Taylor.
Een demo van Wreckage genaamd "Green" en de cover van Rain van The Beatles staan op het album The Solo Collection van Mercury, postuum uitgebracht in 2000. Wreckage heeft ook nog live-opnames gemaakt van de nummers Crossroads (Robert Johnson), Communication Breakdown (Led Zeppelin), Jailhouse rock (Elvis Presley) en We're Going Wrong (Cream), maar deze zijn nooit officieel uitgebracht.
In 2005 kwam de band tijdelijk weer bij elkaar op de Official Queen Fan Club-conventie met Harry Hamilton van de tributeband Flash Harry als zanger in plaats van Mercury. Ze speelden nogmaals samen als supportact van Flash Harry in de Royal Albert Hall in 2006.